# Julia Bulette
Julia Bulette (1832, Londýn, Anglie – 19./20. ledna 1867, Virginia City, Nevada) byla americká prostitutka, narozená v Anglii a působící ve Virginia City v Nevadě. V roce 1867 byla zavražděna a z vraždy byl obviněn francouzský tulák John Millain, který byl odsouzen k trestu smrti. Legendy o životě Julie a jejím statusu prostitutky přežívaly nadále a staly se součástí folkloru Virginia City.

## Původ
Juliette Bulette, přezdívaná Julie, se narodila v Londýně a spolu s rodinou se přestěhovala do New Orleans ke konci 30. let 19. století. V roce 1852 nebo 1853 se přestěhovala do Kalifornie, kde žila na několika místech. Nakonec se v roce 1859 usadila ve Virginia City v Nevadě, kde právě probíhala zlatá horečka a téhož roku se zde začalo těžit i stříbro. Jakožto jediná žena v okolí se velmi brzy stala nejvyhledávanější osobou mezi horníky, což přešlo v prostituci. Julia byla popisována jako krásná, vysoká a štíhlá bruneta s tmavýma očima. Mimo jiné byla vtipná a milá.
Julia žila a pracovala v malé pronajaté chatě na kraji Union Street ve Virginia City. Jako nezávislá prostitutka soutěžila s luxusními nevěstinci, pouličními prostitutkami a hudebnicemi o mizerné výdělky.
Tehdejší novinové články o její hrůzné vraždě zaujaly lidovou představivost. Jen s několika málo detaily o jejím životě z ní spisovatelé 20. století vytvořily folklorní legendu. Psali o ní jako o bohaté a nádherné ženě, která ovládala celé město. Ve skutečnosti však byla Julia v čase své smrti velmi nemocná a téměř bez majetků.

## Vražda
Ráno 20. ledna 1867 bylo nahé mrtvé tělo Julie nalezeno její služebnou v ložnici. Byla škrcena a umlácená k smrti. Byla pohřbena na hřbitově Pioneer.
O rok později byl za vraždu zatčen tulák francouzského původu, John Millain a byl z vraždy obviněn. Dne 24. dubna 1868 byl odveden na popraviště, kde přísahal, že se vraždy nedopustil a že byl pouze spolupachatelem při krádeži jejích věcí. U jeho popravy byl přítomen spisovatel Mark Twain.